# Stichopathes
Stichopathes is een geslacht van neteldieren uit de klasse van de Anthozoa (bloemdieren).

## Soorten
- Stichopathes abyssicola Roule, 1902
- Stichopathes aggregata van Pesch, 1914
- Stichopathes alcocki Cooper, 1909
- Stichopathes bispinosa Summers, 1910
- Stichopathes bournei Cooper, 1909
- Stichopathes ceylonensis Thomson & Simpson, 1905
- Stichopathes contorta Thomson & Simpson, 1905
- Stichopathes dissimilis Roule, 1902
- Stichopathes echinulata Brook, 1889
- Stichopathes euoplos Schultze, 1903
- Stichopathes eustropha Pax, 1931
- Stichopathes filiformis Gray, 1868
- Stichopathes flagellum Roule, 1902
- Stichopathes gracilis Gray, 1857
- Stichopathes gravieri Molodtsova, 2006
- Stichopathes indica Schultze, 1903
- Stichopathes japonica Silberfeld, 1909
- Stichopathes longispina Cooper, 1909
- Stichopathes lutkeni Brook, 1889
- Stichopathes maldivensis Cooper, 1903
- Stichopathes occidentalis Brook, 1889
- Stichopathes papillosa Thomson & Simpson, 1905
- Stichopathes paucispina (Brook, 1889)
- Stichopathes pourtalesi Brook, 1889
- Stichopathes regularis Cooper, 1909
- Stichopathes richardi Roule, 1902
- Stichopathes saccula van Pesch, 1914
- Stichopathes semiglabra van Pesch, 1914
- Stichopathes setacea Gray, 1860
- Stichopathes seychellensis Cooper, 1909
- Stichopathes solorensis van Pesch, 1914
- Stichopathes spiessi Opresko & Genin, 1990
- Stichopathes spinosa Silberfeld, 1909
- Stichopathes variabilis van Pesch, 1914